# Antepassado

Boris Barvinok (o rapaz no fundo) com três gerações dos seus antepassados.

Antepassado, em genealogia, é o Antecedente já morto ou o que se localiza em várias gerações anteriores na representação gráfica da árvore genealógica.
Em biologia, em especial no estudo da evolução de espécies, costuma-se usar a expressão ancestral comum para o antepassado de diferentes espécies ou qualquer nível de classificação dos seres vivos.
Pela teoria da evolução, todos os seres vivos até hoje encontrados são descendentes de um mesmo ancestral comum universal, no que se chama também origem comum.
Pela ancestralidade comum constrói-se o que sejam os cladogramas, na filogenia.
Em genética um homeólogo é referente aos cromossomos que apresentam homologia parcial, sendo que cromossomos homeólogos derivam de um ancestral comum.